# 鮑思高
聖若望·鮑思高（義大利語：San Giovanni Melchiorre Bosco，1815年8月16日—1888年1月31日），慈幼會(1857)，母佑會(1872)和協進會(1875)的創辦人，尊稱為「青少年的慈父」天主教會冊封他為青少年的主保聖人。

## 參看
- 媽媽瑪加利大